# Rio Erechim
O Rio Erechim (também grafado como Rio Erexim) é um rio localizado no estado do Rio Grande do Sul, na divisa entre os municípios de Jacutinga e Ponte Preta.
Em agosto de 2020, um caminhão tentou realizar a travessia do rio e ficou preso na correnteza, sendo que dentro estavam um casal e três crianças, que conseguiram sair após a chegada do Corpo de Bombeiros.